# 馬里克·希利
馬里克·希利（英語：Malik Sealy，1970年2月1日—2000年5月20日），前美國職業籃球運動員，從1992年開始活躍，直到他在30歲時因車禍去世。希利前後在NBA球隊印第安納溜馬、洛杉磯快艇、底特律活塞和明尼蘇達灰狼效力了八個賽季。

## 死因
希利在2000年5月20日死於明尼蘇達州聖路易斯公園的車禍。那天是凱文·賈奈特他24歲的生日，當時身為隊友與前輩的希利在賈奈特不知情的情況下去參加他的慶生派對給予他一個驚喜，卻在2000年5月20日清晨在開車回家路上被另一頭逆向的皮卡車給迎面撞上，皮卡車由43歲的蘇克薩努安·彭森駕駛，他在事故中倖存下來，頭部和胸部受傷。兩位司機都沒有繫安全帶。彭森的安全氣囊有爆開，但希利的車沒有安全氣囊。
驗血表明，事故發生時彭森酒駕；他的血液酒精含量為0.19%。當時明尼蘇達州的法定限額是0.1%。他承認犯有車輛過失殺人罪，被判處四年徒刑，並於2003年出獄。

## 外部連結
- Malik Sealy Statistics – Basketball-Reference.com （页面存档备份，存于）
- Malik Sealy在互联网电影资料库（IMDb）上的資料（英文）
- 在Find a Grave上的Malik Sealy